# Concerto pour piano no 10 de Mozart
Pour les articles homonymes, voir Concerto pour piano (homonymie).
Le Concerto pour piano no 10 en mi bémol majeur K. 365/316a est un concerto pour deux pianos et orchestre de Mozart. Composé en janvier 1779 pour sa sœur Nannerl et lui-même, il montre l'influence de l'école de Mannheim. En 1782, il enrichit les deux premiers mouvements de deux trompettes, deux clarinettes et des timbales.
Le manuscrit est conservé à la Bibliothèque Jagellonne.

## Instrumentation
| Instrumentation du concerto pour piano no 10                         |
| Solistes                                                             |
| 2 pianos                                                             |
| Cordes                                                               |
| premiers violons, seconds violons, altos, violoncelles, contrebasses |
| Bois                                                                 |
| 2 hautbois, 2 bassons, 2 clarinettes en si bémol (ad libitum)        |
| Cuivres                                                              |
| 2 cors en mi bémol, 2 trompettes en mi bémol (ad libitum)            |
| Percussions                                                          |
| timbales (en mi bémol ou si bémol, ad libitum)                       |

## Structure
Le concerto comprend 3 mouvements :

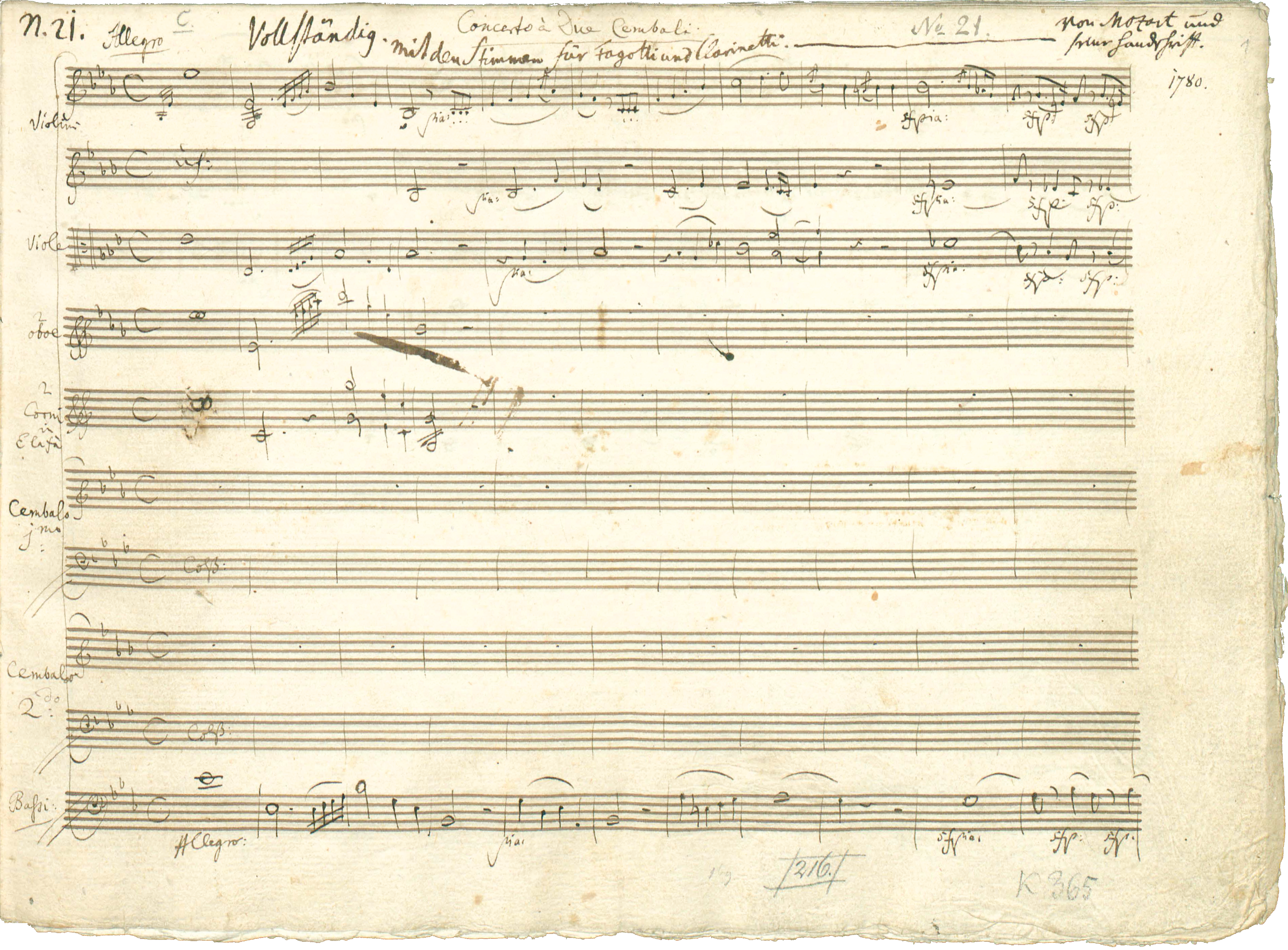
Manuscrit autographe, concerto pour 2 pianos K 365

1. Allegretto, en mi bémol majeur, à , cadence à la mesure 291, 303 mesures
2. Andante, en si bémol majeur, à 
, 105 mesures
3. Rondeau - Allegro, en mi bémol majeur, à 
, cadence à la mesure 466, 504 mesures

Durée : environ 26 minutes